# عبداللطیف عباسی گجراتی
عبداللطیف بن عبدالله عباسی گُجَراتی، از ارباب انشاءِ دربار شاهجهان، در اواخر قرن دهم هجری در احمدآباد گجرات متولّد شده و سال‌های ابتداییِ عمرش را در آنجا سپری کرده‌است.
در جوانی از محضر محمد صوفی مازندرانی بهره برده و با او در استکباب و مقابلهٔ تذکرهٔ بتخانه همکاری داشته‌است.
در ابتدا در خدمت لشکرخان مشهدی بوده و او را در مأموریت‌ها و سفرها همراهی می‌کرده‌است. در همین سفرهای بین سال‌های ۱۰۲۴ تا ۱۰۳۲ ق. نسخه‌های متعددی از مثنوی دیده و مقابله کرده که بعدها اساس کار مثنوی‌پژوهیِ او شده‌است.
در اثنایِ این سفرها، در سالِ ۱۰۲۱ ق. لشکرخان او را برای انجام محاسبات دیوانی در بنگال می‌گمارد و عبداللّطیف بتخانهٔ صوفی را تکمیل می‌کند: هم بر آن مقدّمه‌ای می‌نویسد و هم «مجمل احوال شعرا» یِ آن کتاب را، در شرحِ حال شاعرانی که ذکرشان آمده فراهم می‌کند.
در سال ۱۰۴۲ ق. خدمت دیوانی تن –معادل وزیر مواجب امروزی- به او تفویض شده و در سال ۱۰۴۶ از طرف شاهجهان منصب نهصد پیاده و دوصد سوار یافته‌است.
همچنین در سال ۱۰۴۷ شاهجهان، او را به لقب عقیدت خان مخاطب می‌کند.
تاریخ درگذشت عبداللّطیف در هیچ‌کدام از کتبِ تاریخیِ روزگارش به روشنی بیان نشده و همین سبب شده تا نتوان زمانی را با قطعیّت مشخّص کرد. در تمامِ منابعی که بعد از روزگارش دربارهٔ او چیزی نوشته-اند تاریخ مرگ او ۱۰۴۸ یا ۱۰۴۹ آمده‌است اما با نگاهی دقیقتر به اسناد روزگارش، مرگ عبداللّطیف باید بعد از ۱۰۵۹ بوده باشد.
عبداللّطیف علاوه بر شغل دیوانی، سال‌ها بر مثنوی معنوی و حدیقهٔ سنائی تحقیق کرده و ماحصلِ این تحقیقات آثاری است چون:
- نسخهٔ ناسخه که مقابله و تصحیح مثنوی معنوی است با یکصد و هشتاد مثنوی دیگر همراه با شرح ابیات و اشارات به آیات و احادیثِ آن در حاشیه،
- لطایف‌المعنوی من حقایق‌المثنوی که شرح عبداللّطیف است بر مثنوی معنوی و در اصل تکمیلِ حواشیِ نسخهٔ ناسخه است در اثری جداگانه،[۹]
- لطایف اللّغات فرهنگ لغت مثنوی است با استفاده از فرهنگ‌های لغت معتبر روزگارش،
- لطایف‌الحدایق من نفایس‌الدقایق که شرح و مقابلهٔ حدیقةالحقیقهٔ سنائی است.[۱۰]